# Cythereis procteri
Cythereis procteri är en kräftdjursart som beskrevs av Blake 1929. Cythereis procteri ingår i släktet Cythereis och familjen Trachyleberididae. Inga underarter finns listade i Catalogue of Life.